# Mark Goddard
Mark Goddard, nato Charles Harvey Goddard (Lowell, 24 luglio 1936 – Hingham, 10 ottobre 2023), è stato un attore statunitense.

## Filmografia parziale

### Cinema
- The Monkey's Uncle, regia di Robert Stevenson (1965)
- Smania di vita (A Rage to Live), regia di Walter Grauman (1965)
- The Love-Ins, regia di Arthur Dreifuss (1967)
- La sindrome del terrore (Blue Sunshine), regia di Jeff Lieberman (1977)
- Roller Boogie, regia di Mark L. Lester (1979)
- Strange Invaders, regia di Michael Laughlin (1983)
- Lost in Space - Perduti nello spazio (Lost in Space), regia di Stephen Hopkins (1998)
- Overnight Sensation, regia di Glen Trotiner (2000)
- Soupernatural, regia di Christopher Noice (2010)

### Televisione
- Johnny Ringo – serie TV, 38 episodi (1959-1960)
- June Allyson Show (The DuPont Show with June Allyson) – serie TV, episodio 1x28 (1960)
- The Chevy Mystery Show – serie TV, episodio 1x06 (1960)
- I racconti del West (Dick Powell's Zane Grey Theater) – serie TV, episodio 5x10 (1960)
- I detectives (The Detectives) – serie TV, 64 episodi (1960-1962)
- Perry Mason – serie TV, 2 episodi (1963-1965)
- Many Happy Returns – serie TV, 26 episodi (1964-1965)
- Lost in Space – serie TV, 84 episodi (1965-1968)
- Barnaby Jones – serie TV, 4 episodi (1974-1980)
- Una vita da vivere (One Life to Live) – soap opera, 10 puntate (1981)
- The Doctors – soap opera, 4 puntate (1982)
- General Hospital – soap opera, 11 puntate (1985-1986)